# VDL Groep
Créée en 1953, VDL Groep est une entreprise internationale industrielle. Le siège social se situe à Eindhoven mais le groupe représente plus de 70 filiales, réparties dans 13 pays et comptant environ 5 300 employés.

## Description
La division Bus & Autocar produit des autocars, autobus, châssis, véhicules d'occasion et des mini et midibus.
Le secteur des produits finis est beaucoup plus large : système de suspension, systèmes pour le gaz, essence et industries pétrochimiques, équipements médicaux, etc.

## Rachat de Van Hool
En 1974, le fondateur Bernard Van Hool meurt et ses huit fils héritent de l'entreprise. En 1981, ils décident de mettre fin à la collaboration avec Fiat V.I., collaboration qui avait permis à la société de se faire connaître et se créer une bonne réputation de fiabilité et au cours de laquelle plus de 10 000 autobus et autocars Van Hool, équipés de châssis et mécaniques Fiat avaient été produits et commercialisés. Van Hool était passé du statut de carrossier à celui de constructeur. En 1984, les fils Van Hool revendent l'usine de Saragosse qui est rachetée par le personnel de l'usine et la renomment Hispano Carrocera.
En juin 1990, Van Hool rachète son concurrent belge LAG Bus qui commercialise les autocars Atlantic, Panoramic et EOS 100 et le rebaptise EOS Coach Manufactoring Cy. Seul le modèle EOS 100 est maintenu jusqu'en 1994. Après des querelles familiales, trois autres fils quittent la société en 1999 qui est dirigée par cinq fils.
En 2013, Filip Van Hool, petit-fils du fondateur, est nommé CEO de l'entreprise. Il décide de construire une usine en Macédoine du Nord pour délocaliser la production des modèles à faible valeur ajoutée pour rester compétitif par rapport à ses concurrents,,,, la société dépose le bilan le 8 avril 2024,,.
Après la crise du COVID 2019, les perturbations des chaînes d'approvisionnement, la hausse des prix et les baisses de la demande d'autocars et autobus et les querelles entre actionnaires principaux, la société est déclarée en faillite.
La société est reprise par un groupement constitué pour l'occasion :
- VDL Groep qui reprend le secteur autocars et autobus,
- GRW, partenaire de Schmitz Cargobull qui reprend le secteur de remorques industrielles.

## Modèles actuels
- VDL Citea

### Filiales
- Berkhof
- VDL Bova
- Jonckheere
- VDL NedCar